# アンドラステ
アンドラステ (Andraste, Andrasta, Adraste, Andred) とは、帝政ローマの歴史学者カッシウス・ディオによると、古代ブリタンニアのケルト人が信奉していた、戦いと勝利の女神。アイルランドの破壊と勝利の女神モリガンとはかなり近似したところが見られる。

## 概略
西暦61年頃にローマ帝国に対する反乱を起こしたボウディッカが戦いの前に祈りを捧げたと伝わっている。ディオの記述の中でアンドラステは一度しか言及されないが、異なる綴りで表されている Andante も同一の、すなわちローマ神話のウィクトーリアと同じく、勝利を司る女神と考えられている。アンドラステの像は、ケルトの硬貨などに用いられている。

## アンドラステと野ウサギ
復興異教主義による分析では、女神アンドラステの象徴として野ウサギを強く関連付けた定説がある。これは、ボウディッカが祈りを捧げた際に外套に忍ばせた野ウサギを放ったディオの記述が誤って解釈されたものと思われる。野ウサギを解き放つ行為は、それが逃げ去る方角で吉凶を見る一種の占いであり、これは古代ローマで鳩を放ち、左に行けば吉、右に行けば凶と占った行為. 
"Let us, therefore, go against the Romans, trusting boldly to good fortune. Let us show them that they are hares and foxes trying to rule over dogs and wolves." When she Boudica had finished speaking, she employed a species of divination, letting a hare escape from the fold of her dress; and since it ran on what they considered the auspicious side, the whole multitude shouted with pleasure, and Boudica, raising her hand towards heaven, said: "I thank you, Andraste, and call upon you as woman speaking to woman... I beg you for victory and preservation of liberty."
{quote|「それゆえ、幸運を大胆に信じて（ローマ軍に）逆らいましょう。彼らが犬や狼を支配しようとするウサギやキツネであることを示そう。" ブーディカが話し終わると、彼女は占いの一種を用い、服の折り目から一匹のウサギを逃がした： 「そして、ブーディカは天に向かって手を挙げ、こう言った。私は勝利と自由の維持をお願いします」}。
ウサギの放し飼いは占いの技法として記述されており、ウサギの走る方向から占いを行う。これはローマ時代の占いの手法に似ているようで、鳥が飛ぶ方角に意味を持たせ、左側は不利（sinistra）、右側は有利とする。.